# کانن (دهانه)
کانن یک دهانه برخوردی در ماه‌ است.

## دهانه‌های اقماری
این دهانه ۲ دهانه اقماری دارد.
| Cannon | عرض جغرافیایی | طول جغرافیایی | قطر          |
| ------ | ------------- | ------------- | ------------ |
| B      | ۱۷.۵° N       | ۸۰.۰° E       | ۳۱.۰ کیلومتر |
| E      | ۱۹.۲° N       | ۷۹.۱° E       | ۲۲.۰ کیلومتر |